# Marcelous Starks
Marcelous Starks (nacido el 14 de noviembre de 1952 (72 años) en Chicago, Illinois)  es un exjugador de baloncesto estadounidense. Con 2.03 de estatura, jugaba en la posición de pívot.

## Equipos
- 1971-1974:  Universidad de Murray State
- 1978-1982:  Fortitudo Bolonia
- 1982-1984:  FC Barcelona
- 1984-1985:  Pallacanestro Treviso
- 1985-1986:  Círcol Catòlic de Badalona
- 1985-1986:  OAR Ferrol
- 1986-1987:  Napoli Basket
- 1987-1988:  Pallacanestro Pavia
- 1988-1989:  Virtus Bolonia

## Palmarés
- Liga Española: 1
FC Barcelona: 1982/83.
- Copa del Rey: 1
FC Barcelona: 1982-83.
- Copa Italia: 1
Virtus Bologna: 1989.